# Tessennano
Tessennano è un comune italiano di 291 abitanti della provincia di Viterbo nel Lazio.

## Geografia fisica

### Territorio
Il territorio comunale, ai margini meridionali dei monti Volsini, è prevalentemente collinare, con altitudini comprese tra i 387 e i 121 m s.l.m.,; è attraversato longitudinalmente dal Fosso della Cadutella, e dal più corto Fosso del Cappellaccio, entrambi affluenti del torrente Arrone. Intensamente coltivato, restano alcune aree non antropizzate lungo il fosso della Cadutella, intorno al Poggio Teresino e lungo le Vallicelle.

### Clima
Classificazione climatica: zona D, 1957 GR/G

## Origini del nome
Il nome del paese deriverebbe da quello di un personaggio etrusco, Tesenna, con l'aggiunta del suffisso -anus, per indicare che questi ne era il proprietario.

## Storia
Nel 1270 era sottoposto all'autorità di Tuscania. Successivamente fu concessa a Nicola Orsini, despota d'Epiro,, ma successivamente Ranuccio Farnese il Vecchio, condottiero e principale artefice della fortuna dei Farnese, nel 1422 ottenne la metà del contado.
Successivamente fece parte del Ducato di Castro, fino al 1649 quando rientrò a far parte della provincia ponteficia.
Papa Pio VI nel 1788 concesse l'enfiteusi, ossia il godimento dei terreni agricoli dietro il corrispettivo del pagamento di un canone, al marchese Giovan Battista Casali Patriarca e ai suoi discendenti.

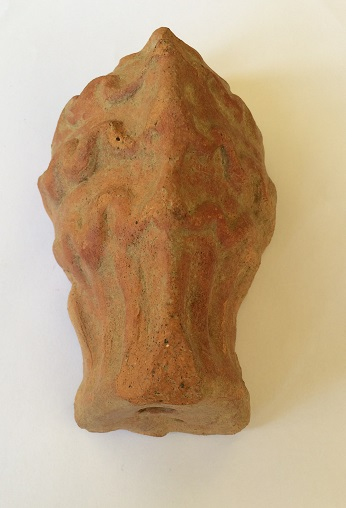
Utero votivo etrusco ritrovato nel Santuario Campestre di Tessennano

### Simboli
Lo stemma e il gonfalone del comune di Tessennano sono stati concessi con decreto del presidente della Repubblica del 24 giugno 2003.
Il gonfalone è un drappo di giallo con la bordatura di rosso.

## Monumenti e luoghi d'interesse

### Architetture religiose
- Chiesa di San Lorenzo, risalente al XIII secolo, anche se l'edificio odierno risale al seicento.
- Chiesa di San Felice, risalente al XVIII secolo.
- Collegiata di Tessennano, apprezzata per l'imponente colonnato.[8]

### Architetture civili
- Palazzo Baronale, fatto edificare dalla famiglia degli Orsini, oggi è la sede del Municipio.[8]

## Società

### Evoluzione demografica
Abitanti censiti

### Tradizioni e folclore
- Processione del Cristo morto, che si svolge in occasione delle festività religiose pasquali.[12]

## Economia
Di seguito la tabella storica elaborata dall'Istat a tema Unità locali, intesa come numero di imprese attive, ed addetti, intesi come numero addetti delle unità locali delle imprese attive (valori medi annui).
|            | 2015                  |                              |                            |                |                       |                     | 2014                  |                | 2013                  |                |
| ---------- | --------------------- | ---------------------------- | -------------------------- | -------------- | --------------------- | ------------------- | --------------------- | -------------- | --------------------- | -------------- |
|            | Numero imprese attive | % Provinciale Imprese attive | % Regionale Imprese attive | Numero addetti | % Provinciale Addetti | % Regionale Addetti | Numero imprese attive | Numero addetti | Numero imprese attive | Numero addetti |
| Tessennano | 15                    | 0,06%                        | 0,003%                     | 19             | 0,03%                 | 0,001%              | 11                    | 17             | 12                    | 19             |
| Viterbo    | 23.371                |                              | 5,13%                      | 59.399         |                       | 3,86%               | 23.658                | 59.741         | 24.131                | 61.493         |
| Lazio      | 455.591               |                              |                            | 1.539.359      |                       |                     | 457.686               | 1.510.459      | 464.094               | 1.525.471      |

Nel 2015 le 15 imprese operanti nel territorio comunale, che rappresentavano lo 0,06% del totale provinciale (23.371 imprese attive), hanno occupato 19 addetti, lo 0,03% del dato provinciale (59.399 addetti); in media, ogni impresa nel 2015 ha occupato una persona (1,27).

### Agricoltura
Nelle campagne del territorio comunale si coltiva, tra l'altro, la varietà di olivo da cui si ricava l'olio extra vergine di oliva Canino, che nel 1996 ha ricevuto la DOP.

## Infrastrutture e trasporti

### Strade
Il territorio di Tessennano è collegato tramite le strade provinciali SP 14 Caninese, che lo collega a Canino ed Arlena di Castro, e SP 110 Valle di Ripa Alta, che lo collega a Piansano.

### Aeroporti
- Campo volo Francesco Cantelmo, che si trova a nord del paese.[15]

## Amministrazione
Nel 1905 il Consiglio comunale, a seguito di un'indagine che ne dimostrò le malversazioni in campo finanziario, la mala amministrazione ("L'igiene pubblica era trascura, ancor più trascurata la nettezza urbana") e il perpetrarsi di atti di manifesto favoritismo, fu sciolto.
Nel 1927, a seguito del riordino delle circoscrizioni provinciali stabilito dal regio decreto n. 1 del 2 gennaio 1927, quando venne istituita la provincia di Viterbo, Tessennano passò dalla provincia di Roma a quella di Viterbo.
| Periodo | Periodo   | Primo cittadino  | Partito        | Carica  | Note |
| ------- | --------- | ---------------- | -------------- | ------- | ---- |
| 1995    | 2004      | Flaminio Tosi    | Centrosinistra | Sindaco |      |
| 2004    | 2014      | Piermaria Milena | Lista civica   | Sindaco |      |
| 2014    | in carica | Ermanno Nicolai  | Lista civica   | Sindaco |      |